# Разред (ТВ серија)
Разред (енгл. Class) је британска научнофантастична драмска серија, која представља спиноф дуготрајне серије Доктор Ху. Осмислио ју је и написао Патрик Нес, који ју је такође продуцирао заједно са шоуранером и главним сценаристом Доктора Хуа, Стивеном Мофатом, као и Брајаном Минчином, који је био продуцент Доктора Хуа и два његова претходна спинофа, Торчвуда и Авантура Сара Џејн.
Серија од осам епизода емитована је на каналу BBC Three између 22. октобра и 3. децембра 2016. године. Прича се врти око петоро ученика и професора на Академији „Coal Hill”, дугогодишњој сталној локацији из Доктора Хуа, које је Доктор задужио да се носе са ванземаљским претњама док покушавају да се изборе са својим личним животима.
Серија је добила углавном позитивне рецензије критичара уз похвале за мрачнији тон, сценарије, теме, ликове и глуму. Међутим, серија је имала лошу гледаност током емитовања на каналу BBC One. У септембру 2017. BBC Three је потврдио да је серија отказана.
Године 2018. издавачка кућа Big Finish Productions је објавила серијал од шест аудио авантура Разреда, које говоре о даљим авантурама ученика са Академије „Coal Hill”. Још шест аудио авантура је најављено за објављивање почевши од априла 2020. године, при чему су две главне улоге замењене другим глумцима.

## Премиса
Серија је смештена у Академији „Coal Hill”, измишљеној школи која се први пут појавила у Доктору Хуу још у премијерној епизоди „Ванземаљско дете” из 1963. године и врти се око шесторо њених ученика и запослених.
Сви шестаци Академије „Coal Hill” имају своје тајне и жеље. Морају да се носе са стресом свакодневног живота, што укључује пријатеље, родитеље, школу, секс и тугу, али и ужасе који долазе од путовања кроз време. Доктор и његово путовање кроз време су учинили да се зидови простора и времена растегну, а чудовишта планирају да се пробију и направе пустош на Земљи.

## Улоге
- Грег Остин као Чарли Смит, ванземаљац који се представља као ученик. Он је принц Родијанаца и последњи од своје врсте; након што га је Доктор спасао када је његов род побије други по имену Род Сенки, он мења своје тело у људско и представља се као просечни 17-годишњи ученик из Шефилда.[4]
- Фејди Елсејд као Рам Синг, тешки, антисоцијални ученик и талентовани фудбалер. Пошто је изгубио десну ногу у првој епизоди, Доктор му је дао протезу.[4]
- Софи Хопкинс као Ејприл Маклин, обична, неупадљива ученица чији се живот заувек променио када се срела са краљем Рода Сенки, Коракинусом.[4]
- Вивијан Опара као Тања Адеола, чудо од детета нигеријског порекла, које је напредовало три године у школи „Coal Hill” због својих „изванредних резултата на контролнима” и „заиста изванредних академских способности”.[4]
- Кетрин Кели као професорка Андреа Квил, право име Андра’ат, професорка физике на академији „Coal Hill”. Као и Чарли, и она је потајно ванземаљка и последња од своје врсте Квила, дугогодишњих ратних непријатеља Родијанаца (који живе на другом континенту исте планете). Као казну за своје вођство у рату против Родијанаца, Квилова је психички повезана са Чарлијем и мора да делује као његова заштитница.[4]

## Епизоде
| Бр. еп. | Наслов                                           | Редитељ         | Сценариста | Премијера          |
| --- | ------------------------------------------------ | --------------- | ---------- | ------------------ |
| 1 | „Јер вечерас умиремо”                            | Ед Базалгет     | Патрик Нес | 22. октобар 2016.  |
| Ванземаљске избеглице госпођица Квил и Чарли крију се на академији "Кол Хил" прерушени у проефсорку и ученика. Док Род Сенки напада и убија ученике, Чарли је приморан да открије Ејприл, Тањи, Раму и Матеушу да су он и Квилова последњи преживели у рату ванземаљаца, он принц, а она његова поробљена телохранитељка. На матурској вечери у шестом разреду, Род из сенке прође кроз сузе, убивши Раму девојку Рејчел, а њему сече ногу. Доктор, који је спасао Чарлија и Квилову и натерао их да се сакрију у школи, стиже да победи Род Сенки. Он именује госпођицу Квил и ученике за заштитнике школе, напомињући да је она постала светионик кроз простор-време. Ејприл је остао да дели срце са краљем родова сенки, Коракинусом, а Раму је замењена нога роботском. |                                                  |                 |            |                    |
| 2 | „Тернер са тетоважом змаја”                      | Ед Базалгет     | Патрик Нес | 22. октобар 2016.  |
| Рам се бори да се опорави од напада на матурској вечери. Тренер Досон га грди због лошег играња у фудбалу и деградира га у другу екипу. Те недеље, Рам сведочи како створење напада и помоћног тренера и чистачу школе, али се бори да пронађе доказе о њиховој смрти након тога, што га доводи у питање свој разум. Тања, Чарли и Ејприл истражују у његово име и сазнају да је змај који се испољава у различитим деловима школе повезан са тренером Досоном. Сазнају да је кочија била везана за жену змаја која је прошла кроз пукотину у времену и постала стопљена са његовим телом као тетоважа. Њена другарица лута школом, убијајући је да би је нахранила. Убеђен од стране шестака, мушки змај води свог партнера заједно са тренером кроз сузу у времену. Рам касније прича оцу о досадашњим догађајима. |                                                  |                 |            |                    |
| 3 | „Ноћна посета”                                   | Ед Базалгет     | Патрик Нес | 29. октобар 2016.  |
| На двогодишњицу смрти оца, Тању посећује његово привиђење, молећи је да га ухвати за руку и повеже њихове душе кроз простор и време. Широм источног Лондона, ванземаљске лозе које израњају из просторно-временске сузе на "Кол Хилу" плене Лондончане сликама мртвих вољених особа. Чак и госпођицу Квил посећује ентитет који тврди да је њена сестра. Рам и Ејприл заједно истражују и зближавају се. Матеуш и Чарли подижу свој однос на нови ниво пошто су Матеуша избацили из куће његови хомофобични родитељи. Пошто је испитала њену „сестру“ и потврдила да је Земљу једноставно напало гладно ванземаљско створење по имену Лан Кин, Квилова сече лозу испред Тањине куће користећи украдени двоспратни аутобус, наводећи Лан Кин да побегне у болу. |                                                  |                 |            |                    |
| 4 | „Власник усамљеног срца”                         | Филипа Ленгдејл | Патрик Нес | 5. новембар 2016.  |
| Након догађаја на матурској вечери, Ејприл се бори да се контролише откако је почела да дели своје срце са краљем Рода Сенки Коракинусом. Краљеви покушаји да ублажи своје оштећење су се изјаловили, дајући њему и Ејприл још дубљу психичку везу. Доротеа Ејмс се представља као нова директорка академије "Кол Хил" након смрти господина Армитејџа. Она говори госпођици Квил о томе како занима гувернере и касније је упознаје са ванземаљским месождерским цветом који се размножава у забрињавајућем броју. Ејприлин отац излази из затвора и долази у посету породици. Током кључне сукоба, Ејприлини родитељи откривају праву природу њеног проблема док она неконтролисано напада обоје. Осећајући да је Коракинус открио где је она, Ејприл скаче кроз сузу у простор-времену да врати своје срце, а Рам је пажљиво прати. |                                                  |                 |            |                    |
| 5 | „Храбрикаво срце”                                | Филипа Ленгдејл | Патрик Нес | 12. новембар 2016. |
| Ејприл и Рам стижу на планету Рода Сенки названу Доњи где она тражи краља да поврати своје срце. У међувремену, на Земљи се месождерке латице цвећа непрестано умножавају и преплављују улице и гутају људе. Доротеа Ејмс регрутује госпођицу Квил да примора Чарлија да употреби Кабинет душа (оружје за масовно уништење које се састоји од сачуваних душа његове врсте) како би убио латице, али изгледа растрзан између жртвовања душа свог народа и пуштања човечанства да умре уместо тога. Каналишући краљеву моћ, Ејприл га побеђује у борби и постаје краљ Рода Сенки. Враћајући се на Земљу, она шаље своју војску да уништи латице, поштедећи Чарлија његове одлуке. Затворени бивши краљ прекида своју везу са Ејприл, међутим, поново разбијајући њену контролу над Родом Сенки. Ејмсова је задовољан што је искористио стање да сазна више о Чарлију и Кабинету душа. |                                                  |                 |            |                    |
| 6 | „Притворени”                                     | Вејн Че Јип     | Патрик Нес | 19. новембар 2016. |
| Госпођица Квил ставља Чарлија, Ејприл, Рема, Тању и Матеуша у "притвор" док она присуствује хитним пословима. Метеор пролети кроз сузу у простор-времену и премешта учионицу у којој се њих петоро налази на непознато место која је описана као ван времена и простора. Они су заробљени и ни са ким другим осим малог метеора. Овај метеор присиљава онога ко га држи да открије ружне и личне истине. Убрзо сазнају да је метеор свест убице затвореника, а петоро ученика се тренутно налази у његовој проширеној затворској ћелији. Чарли убрзо схвата да је он више крив од самог затвореника па је тако у стању да га победи и врати групу назад на академију "Кол Хил" у једном комаду. Госпођица Квил се враћа, пошто је имала поприличан дан док су били одсутни – што се види из чињенице да је сада у стању да користи пиштољ. |                                                  |                 |            |                    |
| 7 | „Метафизичка машина, или шта је Квилова урадила” | Вејн Че Јип     | Патрик Нес | 26. новембар 2016. |
| Одвијајући се истовремено са догађајима из претходне епизоде, Квилова упознаје Ејмсову пошто је Чарлија оставила у притвору. Објашњавајући да су гувернери одлучили да помогну Квиловој да уклони Арна из свог мозга, Ејмсова уводи ванземаљца који мења облик по имену Балон (који се смрзнуо у свом људском облику). Њих троје су телепортовани у метафизичку стварност. Ејмсова објашњава да све док се неком месту може веровати, оно постоји и може се посетити помоћу овог уређаја. Временом проналазе узорак Арна за проучавање, добијају крв 'Ђавола' (да одмрзну Балона како би он могао да изврши операцију на Квиловој). Коначно добијају мозак богиње Квилове за проучавање пре него што се врате на "Кол хил". Балон изводи операцију и уклања Арн, ослобађајући Квилову, али остављајући јој ожиљке на оку. Убрзо се открива да су њих двоје у ствари у Кабинету душа и Ејмсова ће дозволити само једном од њих да се врати на Земљу. На крају се боре до смрти, а Квилова је однела Пирову победу. Квилова се враћа у школу у време када се завршила претходна епизода. Она се онесвестила, а Чарли открива да је видно трудна. |                                                  |                 |            |                    |
| 8 | „Изгубљени”                                      | Џулијан Холмс   | Патрик Нес | 3. децембар 2016.  |
| Коракинус се враћа на Земљу кроз ситне сузе у простор-времену и убија Рамовог оца и Тањину мајку. Након тога, Тања тражи помоћ Квилове и открива њену трудноћу. Чарли и Матеуш се суочавају и прете Ејмсовој да ће им помоћи. Коракинус се враћа и покушава да убије Тањину браћу, а Квилова улази да их спасе. Коракинус успева да свој живот повеже са Чарлијевим. Квилова учи Тању како да се бори припремајући се за неизбежни рат док и Рам и Тања наређују Чарлију да користи Кабинет душа како би спречио да више људи умре. Коракинус прети да ће убити Матеуша и говори Ејприл да ће напустити Земљу ако се она жртвује. Међутим, доказано је да је ово лаж. Када је Род Сенки напао Земљу и завладао улицама, Чарлију не преостаје ништа друго него да пуца у Ејприл да је заустави и постане нови Краљ сенки. Одлучује да искористи Кабинет душа за који се очекује да убије и Ејприл и себе. Кабинет брише све до последњег из Рода сенке. Чарли, кога је Квилова спасила, преживљава, док се Ејприл буди у телу Коракинуса. На другом месту, Ејмсова се враћа гувернерима где је оцењена као неспособна да настави да им служи или да буде сведокиња „доласка“ због тога што је дозволила да се Кабинет користи и убија је Уплакани анђео. |                                                  |                 |            |                    |

## Продукција

### Развој
Серија је најављена 1. октобра 2015. године, са Стивеном Мофатом као извршним продуцентом. Дана 27. априла 2016. откривено је да је „Coal Hill” сада академија. Ед Базалгет је био први редитељ најављен за серију. Филипа Ленгдејл је режирала две епизоде, Вејн Јип је такође режирао неколико епизода серије, а Џулијан Холмс последњу епизоду.
У јуну 2017. Нес је најавио да, ако би друга сезона била најављена, не би наставио да буде сценариста серије. Дана 7. септембра 2017. контролор канала BBC Three Демијан Кавано потврдио је да је серија отказана.

### Кастинг
Дана 4. априла 2016. представљена је главна глумачка екипа серије. Грег Остин, Фејди Елсејд, Софи Хопкинс и Вивијан Опара глуме четворо шестака, при чему Остин игра лик по имену Чарли, док Кетрин Кели глуми госпођицу Квил, професорку на Академији „”. Најџел Бетс је поновио своју улогу господина Армитиџа из епизода „Унутар Далека”, „Домар” и „Мрачна вода” из осмог серијала Доктора Хуа. Пол Марк Дејвис имао је понављајућу улогу у серији. Ана Шафер глумила је лик по имену Рејчел.
Патрик Нес је на Twitter-у открио да ће један од главних ликова бити мушког пола са дечком. На крају је откривено да је ово Чарли, а његов дечко је познат као Матеуш. Питер Капалди, који је играо дванаесту инкарнацију Доктора, појављује се у уводној епизоди серије.

### Снимање
Снимање Разреда почело је 4. априла 2016. године. Вејн Јип је известио да је снимање за његов блок завршено 16. августа 2016. Снимање је завршено 2. септембра исте године.

### Музика
Пратећу музику за Разред написао је композитор Блер Моват. Тематска песма је скраћена верзија песме „Up All Night” Алекса Клера. BBC је направио званичну плеј-листу песама које су биле укључене у серију, као што је објављено на Twitter страници Разреда.

## Емитовање и кућни медији

### Емитовање
Након емитовања на BBC Three онлајн од 10:00 сваке недеље у Уједињеном Краљевству, епизоде су такође почеле да се емитују на каналу BBC One од 9. јануара 2017. године. У Уједињеном Краљевству, епизоде су биле доступне дигитално у HD-у убрзо након емитовања на британском iTunes Store-у. Међутим, серија је забележила слабе цифре гледаности током емитовања на BBC One.
У јануару 2016. серију је у САД преузео , где је премијерно приказана 15. априла 2017, непосредно након премијере десетог серијала Доктора Хуа.
Серија је своју канадску премијеру имала 22. октобра 2016. на каналу Space. У септембру 2016. године, серију је у Аустралији преузео ABC, где су епизоде брзо праћене из Британије за ABC iview почевши од 22. октобра 2016. године, а касније су приказиване на каналу ABC2 почевши од 24. октобра исте године. У јуну 2018, серија је додата на Netflix у Уједињеном Краљевству.

### Кућни медији
Свих осам епизода серије је објављено на Blu-ray форматима широм света, као и на DVD-у у Региону 2 16. јануара 2017. године.

## Саундтрек
Саундтрек албум са музиком из серије објављен је 7. децембра 2018. године. Ограничено издање са мермерним винилом од 500 примерака објављено је 4. јануара 2019. године. CD и LP издања била су доступна са бонус CD-ом који је садржао додатне синглове.

## Пријем

### Рејтинзи
На домаћем плану, серија је имала лошију гледаност од очекиване; није успела да доспе у првих 20 серија на BBC iPlayer-у током првих седам недеља и није успела да осигура више од милион гледалаца у било ком тренутку када је репризирана на BBC One у касним вечерњим терминима током јануара и фебруара. У Сједињеним Државама, премијера је привукла пола милиона гледалаца, упркос томе што је ишла одмах након Доктора Хуа, изгубивши скоро половину публике свог претходника.

### Критике
Упркос лошој гледаности, свеукупан пријем критичара за серију био је углавном позитиван. Добила је похвале за свој мрачнији тон, сценарије, теме и глуму, као и за укупну еволуцију ликова током серије; посебно је издвојена Кетрин Кели и њен лик госпођице Квил. Међутим, Род Сенке су сматрани слабим непријатељима, а прве епизоде и последња су критиковани због њиховог брзог темпа. Рецензенти су приметили да је серија Разред слична серији Бафи, убица вампира, при чему су неки критичари сматрали ово квалитетом који је чини да се више издваја од Доктора Хуа, а други су је критиковали. Интернет страница за рецензије, Rotten Tomatoes, даје серији рејтинг одобравања од 82%, на основу 17 рецензија, са просечном оценом 6,9/10.
Веб-сајт GamesRadar+ је назвао Разред „заиста, заиста добрим. Толико добрим, у ствари, да је чак и након само две трећине прве сезоне могуће видети како потенцијал серије буја по странама попут прекуване тестенине”. Доктор Ху ТВ је назвао Разред „изузетно ефикасном серијом од осам епизода која ретко делује убрзано”. Упркос томе што је био критичан према раним епизодама, веб-сајт IndieWire је дао позитивну рецензију серији у целини, наводећи: „Иако серија зна како да жонглира са тежим питањима и сценаријима високог концепта, не штеди на забави.” Нарочито су похвалили Келину улогу, назвавши је „невероватном”, као и ликове госпођице Квил и Матеуша, сматрајући их „апсолутним крадљивцима сцена”.
Часопис Collider је дао позитивну рецензију серији, хвалећи лик госпођице Квил, коју је назвао „најдоследнијим делом ове серије”, чињеницу да пустоловине лика „нису биле лаке нити без значајне цене”, као и њене теме губитка и туге, наводећи: „Разред је најбољи када успори и усредсреди се на приземне, препознатљиве животне изазове својих ликова. Као што је случај са добрим тинејџерским хорор драмама које су му претходиле, најстрашнији, најзанимљивији зликовци Разреда нису ванземаљска чудовишта која уништавају читаве цивилизације, већ стварни проблеми попут губитка родитеља, девојке или самог времена и простора да се једноставно буде дете.” Међутим, они су критиковали серију због тога што се превише разликује од Доктора Хуа, наводећи: „Ако тражите више од научнофантастичног идеализма који Доктор Ху има тенденцију да пружи, држите се нове сезоне. Овде има змајева (понекад буквално) и они ће безосећајно убијати људе.”
Новине The A.V. Club је серији дао оцену Б, посебно похваливши „победничку поставу невероватно надарених младих британских глумаца и њену лежерну разноликост којој теже многе савремене тинејџерске серије, али коју мало ко изводи тако без напора”. Они су нарочито похвалили представљање хомосексуалних ликова у серији, „представљене с освежавајућом непосредношћу, а не због самозадовољног тапшања по леђима”, глуму (посебно Келину коју су назвали „крадљивицом сцена”) и ликове, наводећи да: „Нема слабе карике међу униформама које су посебно добре у представи, омогућавајући им да имају осећајну интелигенцију која није увек дата младим протагонистима [...] Најуспешнији делови серије истражују начине на које ученици подржавају једни друге кроз све тешке изазове са којима се суочавају, како у стварном свету, тако и у научној фантастици и то уз довољно комедије да ствари не постану превише суморне.” Међутим, сматрали су да се научно-фантастични елементи серије осећају неумесно: „Опсежна експозиција потребна да би се представила све већа митологија серије почиње да звучи као да неко непрестано чита правила за све сложенију пустоловну друштвене игре. Чим се један елемент уведе, више сложености се баца на њега, остављајући серији мало простора за дисање.”
Часопис Entertainment Weekly дао је серији оцену Б, посебно хвалећи глумачку екипу: „Сви млади глумци су веома надарени и немају проблема да се носе са тежим материјалом серије. У ствари, пожелео сам да је у првој сезони било више од само осам епизода јер би било лепо да видим мало више да група није безбрижна. Ипак, прави МВП серије је несумњиво Кели, чија Квил не само да изговара неке од најбољих реплика, већ има и најупечатљивију причу у сезони. Без превеликог откривања, њена динамика с једним од главних ученика представља извор неких од најзанимљивијих тематских елемената сезоне.” Међутим, жалили су што је мрачнији тон серије учинио „мало мање забавном” од Доктора Хуа. Los Angeles Times дао је мешовиту рецензију серији, наводећи да је Несово приповедање деловало „збркано и механичко” и „да вам говори превише, пребрзо”. Они су, међутим, похвалили да су „женске улоге посебно јаке и добро одигране”, посебно похваливши наступе Келијевe, Софи Хопкинс и Вивијан Опарe.
У рецензији серије након отказивања, Морган Џефри са веб-сајта Digital Spy расправљао је о разлозима због којих серија није успела да нађе публику, назвао је серију „спинофом који нико није тражио” и тврдио да је разлог због којег није успела у гледаности због тога што BBC није знао коме је серија намењена: „Тинејџерска драма са одраслим темама, издвојена из серије првенствено намењене деци, Разред је имао тон који је био управо онолико збуњен колико би његово нејасно порекло сугерисало.” Међутим, и упркос томе што је премијери серије дао мешовиту рецензију, изјавио је да „Разред није био потпуни промашај. Далеко од тога. Серија је у потпуности имала своје узбудљиве тренутке, своје истакнуте епизоде (потресна „Ноћна посета” је била јасан врхунац) – и каква глумачка постава. Све би то могло да се реши довољно добро да би се решили сви већи проблеми, у случају да је друга сезона снимљена”.

## Отказана друга сезона
Нес је 21. октобра 2021. дискутовао о томе шта би се десило у другој сезони, да Разред није отказан. Међу плановима је била тема екстремних споразума зарад љубави (са причом у којој је Чарли изгубио душу да би спасао Матеуша), грађански рат између Уплаканих анђела и додавање нових сценаристаа Ким Каран, Џуно Досон и Дерека Лендија.

## Други медији

### Књиге
- Гај Адамс Joyride (2016). . isbn=9781785941863
- А. К. Бенедикт The Stone House (2016). . isbn=9781785941870
- Џејмс Гос What She Does Next Will Astound You (2016). . isbn=9781785941887

### Аудио драме
Издавачка кућа Big Finish је произвела аудио драме засноване на Разреду које се дешавају током приказивања ТВ серије. Цела главна глумачка постава се вратила, међутим, у 3. и 4. тому, Џоана Макгибон је заменила Вивијан Опару у улози Тање Адеоле, а Дервла Кирван Кетрин Кели у улози госпођице Квил.

#### Томови 1 и 2 (2018)
Том 1
| Бр. еп. | Наслов                | Редитељ      | Сценариста     | Ликови                         | Емитовање    |
| ------- | --------------------- | ------------ | -------------- | ------------------------------ | ------------ |
| 1       | „Надарени”            | Скот Хендкок | Рој Гил        | Рам и Ејприл                   | август 2018. |
| 2       | „Животно искуство”    | Скот Хендкок | Џени Т. Колган | Рам и Тања                     | август 2018. |
| 3       | „Реци ми да ме волиш” | Скот Хендкок | Скот Хендкок   | Чарли, Матеуш и госпођица Квил | август 2018. |

Том 2
| Бр. еп. | Наслов            | Редитељ      | Сценариста | Ликови                              | Емитовање    |
| ------- | ----------------- | ------------ | ---------- | ----------------------------------- | ------------ |
| 1       | „Сви воле Регана” | Скот Хендкок | Тим Фоли   | Рам, Ејприл и Тања                  | август 2018. |
| 2       | „Сад знаш”        | Скот Хендкок | Тим Ленг   | Тања и Матеуш                       | август 2018. |
| 3       | „У знак сећања”   | Скот Хендкок | Гај Адамс  | Чарли, госпођица Квил, Ејс и Далеци | август 2018. |

#### Томови 3 и 4 (2020)
Том 3
| Бр. еп. | Наслов          | Редитељ      | Сценариста  | Ликови                            | Емитовање   |
| ------- | --------------- | ------------ | ----------- | --------------------------------- | ----------- |
| 1       | „Соерсов јарак” | Скот Хендкок | Карл Роуенс | Чарли, Ејприл, Рам и Матеуш       | април 2020. |
| 2       | „Сом”           | Скот Хендкок | Кејт Торман | Тања, Чарли, Ејприл, Рам и Матеуш | април 2020. |
| 3       | „Слатко ништа”  | Скот Хендкок | Мајкл Денис | Госпођица Квил                    | април 2020. |

Том 4
| Бр. еп. | Наслов           | Редитељ      | Сценариста | Ликови                                 | Емитовање   |
| ------- | ---------------- | ------------ | ---------- | -------------------------------------- | ----------- |
| 1       | „Ругање”         | Скот Хендкок | Алфи Шо    | Чарли и госпођица Квил                 | април 2020. |
| 2       | „Пузавица”       | Скот Хендкок | Лизи Холи  | Матеуш, Ејприл, Чарли и госпођица Квил | април 2020. |
| 3       | „Краљица Родије” | Скот Хендкок | Блер Моват | Чарли и госпођица Квил                 | април 2020. |

#### Тајни дневник Родијанског принца(2023)
| Бр. еп. | Наслов                             | Редитељ      | Сценариста | Ликови         | Емитовање    |
| ------- | ---------------------------------- | ------------ | ---------- | -------------- | ------------ |
| −       | „Тајни дневник Родијанског принца” | Скот Хендкок | Блер Моват | Чарли и Матеуш | јануар 2023. |